# Лопиталь, Мишель де
Мишель де л’Опиталь (фр. Michel de l'Hospital; около 1504/1507, Эгеперс, Франция — 13 марта 1573, Винье, Франция) — французский государственный деятель, поэт, гуманист.

## Происхождение
Мишель де л’Опиталь родился между 1504 и 1507 годами в городке Эгеперс (фр. Aigueperse) в Оверни. Его отец, доктор медицины, служил Шарлю де Бурбону и подвергся опале вместе с коннетаблем. Из-за этого де л’Опиталю ещё в молодости пришлось покинуть Францию.

## Карьера
Л’Опиталь изучал право в Тулузском университете, позднее продолжил своё образование в Италии, в университете Падуи. Там он получил докторскую степень и некоторое время преподавал юриспруденцию. Затем л’Опиталь переехал в Рим, на место аудитора апостольского трибунала. В середине 1530-х годов л’Опиталь возвратился во Францию.
Несколько лет л’Опиталь занимал должность советника Парижского парламента. В 1540 году он председательствовал на выездной сессии парламента в Мулене, в 1542 году — в Риоме и в 1546 году — в Туре. В течение шестнадцати месяцев (1547—1548) л’Опиталь был представителем короля Франции на Тридентском соборе, открывшемся незадолго до того; во Францию он вернулся осенью 1548 года, сопровождая Анну д’Эсте, будущую жену герцога де Гиза.
В 1553 году, по протекции кардинала Лотарингского, де л’Опиталь становится председателем Счётной палаты — органа, ведавшего государственными расходами.

### Назначение канцлером
В 1559 году умер король Франции Генрих II. Его сын Франциск, ставший новым монархом, был ещё юн и не принимал большого участия в управлении государством. Власть захватили Гизы — родственники жены Франциска II, Марии Стюарт.

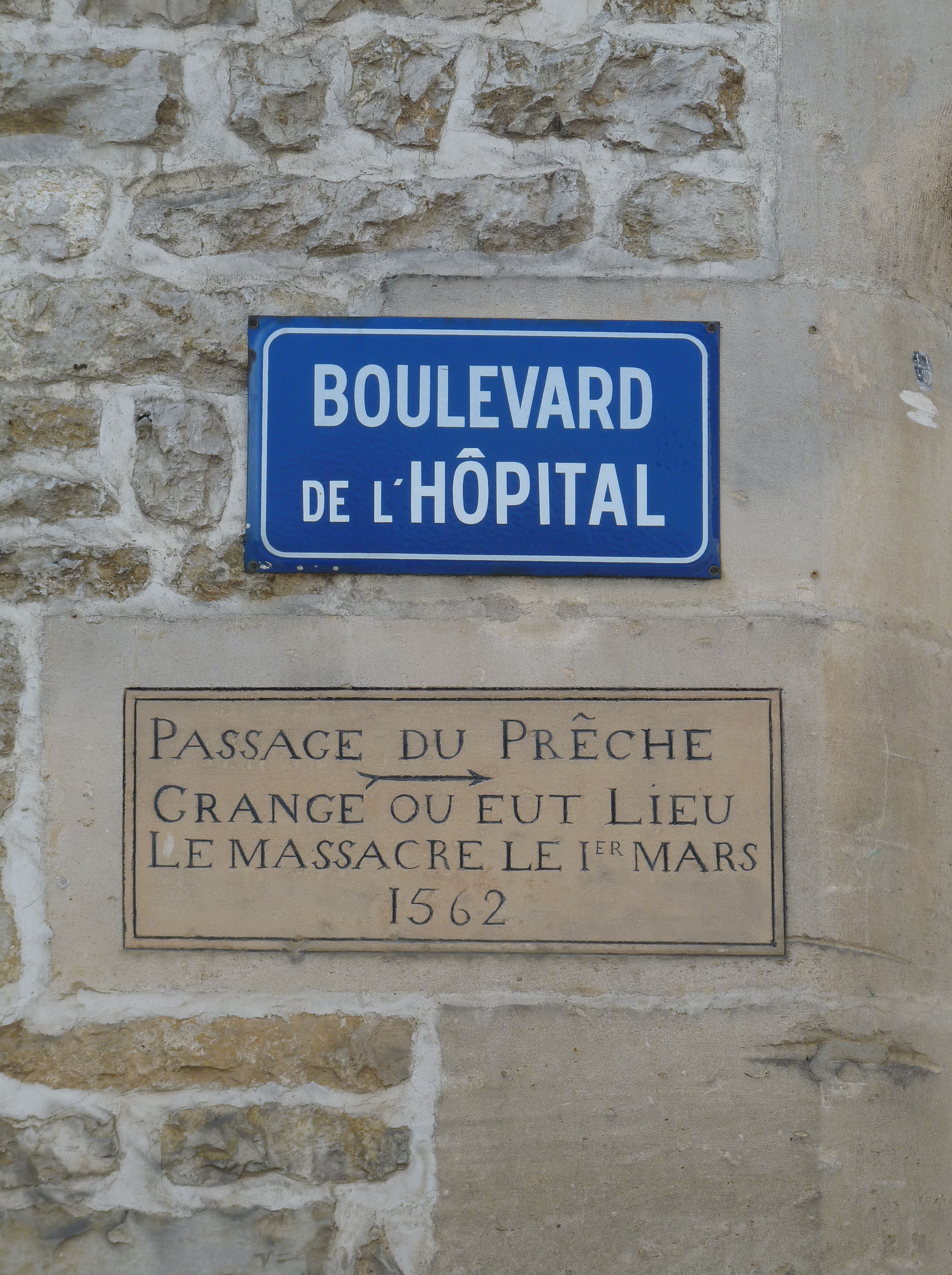
Бульвар де л’Опиталь в Васси

Гизы были католиками-экстремистами, желавшими продолжения репрессий против гугенотов. Чтобы ограничить их влияние, Екатерина Медичи, вдова Генриха II, устроила назначение канцлером л’Опиталя (апрель 1560 года), известного своей религиозной терпимостью.
Со смертью Франциска II, который процарствовал всего лишь полтора года и умер, не дожив до семнадцати лет (5 декабря 1560 года), Гизы утратили былое положение при дворе, и власть получила Екатерина, объявленная регентшей при другом сыне — Карле IX.

## Политика
Екатерина и л’Опиталь, стремившиеся к умиротворению в королевстве, проводили политику толерантности по отношению к религиозному меньшинству, которая резко контрастировала с антипротестантсткими репрессиями Генриха II. Чтобы укрепить единство нации, канцлер решил созвать Генеральные штаты, которые не проводились семьдесят шесть лет. Этой же цели послужило и проведение коллоквиума в Пуасси, ставшего площадкой для диалога между католическими (во главе с кардиналом Лотарингским) и протестантскими теологами (их лидером был Теодор де Без). Однако достичь соглашения сторонам не удалось.
Ордонанс от 30 июля 1561 года, составленный де л’Опиталем, отменял смертную казнь за преступления против главенствующей религии. Через шесть месяцев, 17 января 1562 года, правительство королевы-матери опубликовало Сен-Жерменский эдикт, регламентировавший вопросы вероисповедания. Гугеноты получали свободу богослужений вне стен городов и право собираться в частных домах. Все прежние наказания, принятые парламентами против протестантов, аннулировались. Сен-Жерменский эдикт стал самым либеральным законом во Франции до принятия Нантского эдикта; «…если свобода, даруемая этим эдиктом, удержится, то папство рухнет само собой», — писал про него Кальвин.

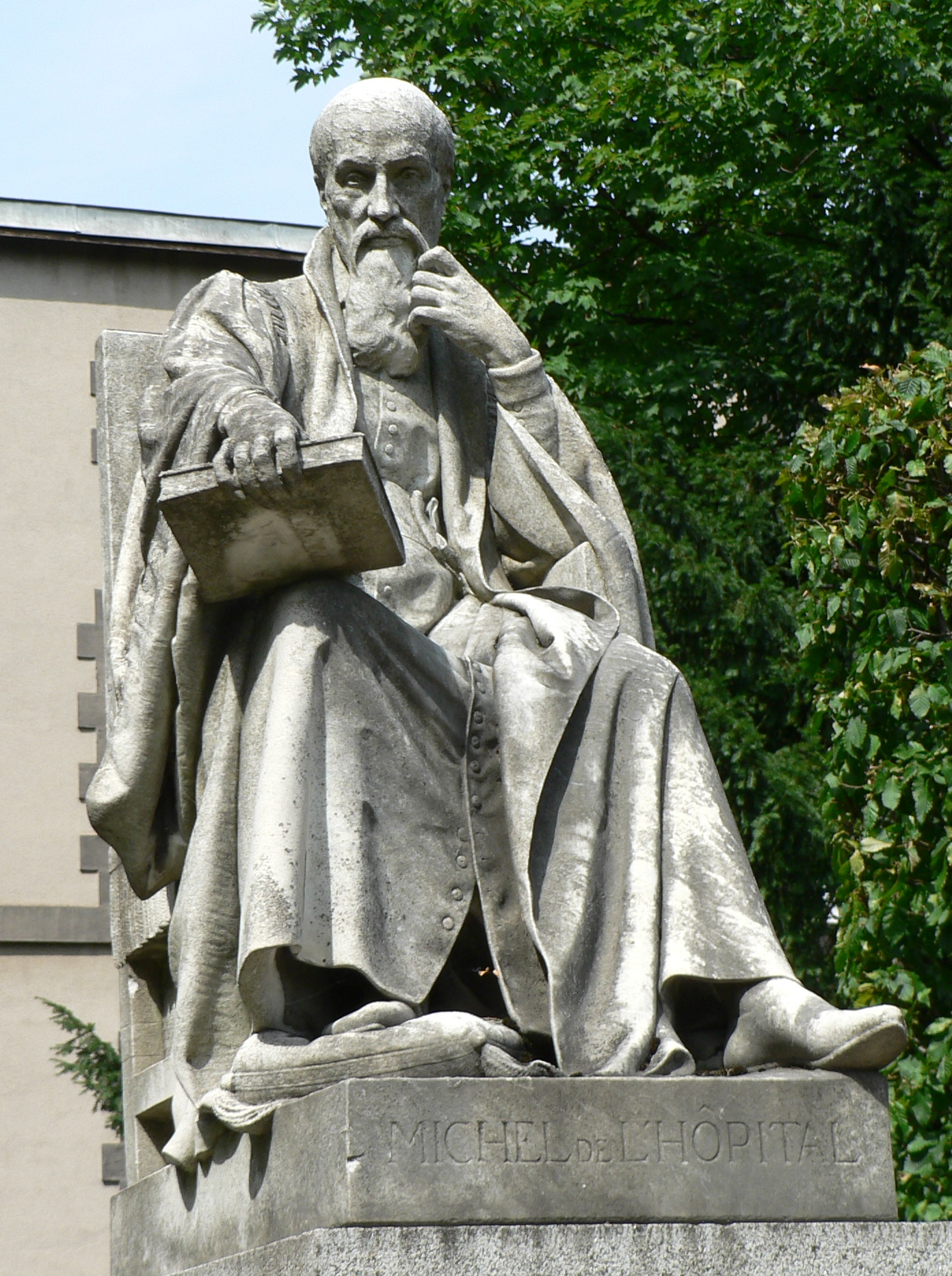
Памятник л’Опиталю в Риоме (двор часовни Сен-Шапель)

Однако реакция католической партии не заставила себя ждать. Резня в Васси, устроенная Франсуа де Гизом, спровоцировала первую религиозную войну, которая продолжалась больше года. Амбуазский мир, её завершивший, сохранял главные положения Сен-Жерменского эдикта, но до конца не удовлетворил ни одну из сторон, в первую очередь — католиков.
В дальнейшем политика л’Опиталя была направлена на сохранение равновесия между соперничающими группировками и укрепление центральной власти. В августе 1563 года парламент Руана объявил тринадцатилетнего короля Карла IX совершеннолетним, что в действительности усилило позиции его матери — Екатерины Медичи. В 1566 году эдиктами в Мулене был провозглашён ряд реформ, подготовленных канцлером. В частности, утверждалась неотчуждаемость королевского домена (за исключением специально оговорённых случаев), ограничивались прерогативы парламентов. Л’Опиталь пытался отменить практику продажи королевских должностей, но неудачно.

## Отставка и смерть
В 1567 году началась вторая гражданская война, на этот раз вызванная гугенотами. Их отряд под предводительством принца Конде едва не захватил Екатерину Медичи и молодого короля, когда те находились в Мо. После этого инцидента королева-мать начинает отходить от политики толерантности, приверженцем которой был де л’Опиталь. Осенью 1568 года по воле Екатерины он удалился в своё поместье в Винье (Иль-де-Франс) и более не принимал участия в управлении государством. 1 февраля 1573 года л’Опиталь официально сложил с себя полномочия канцлера, а через несколько недель скончался.

## Литературная деятельность

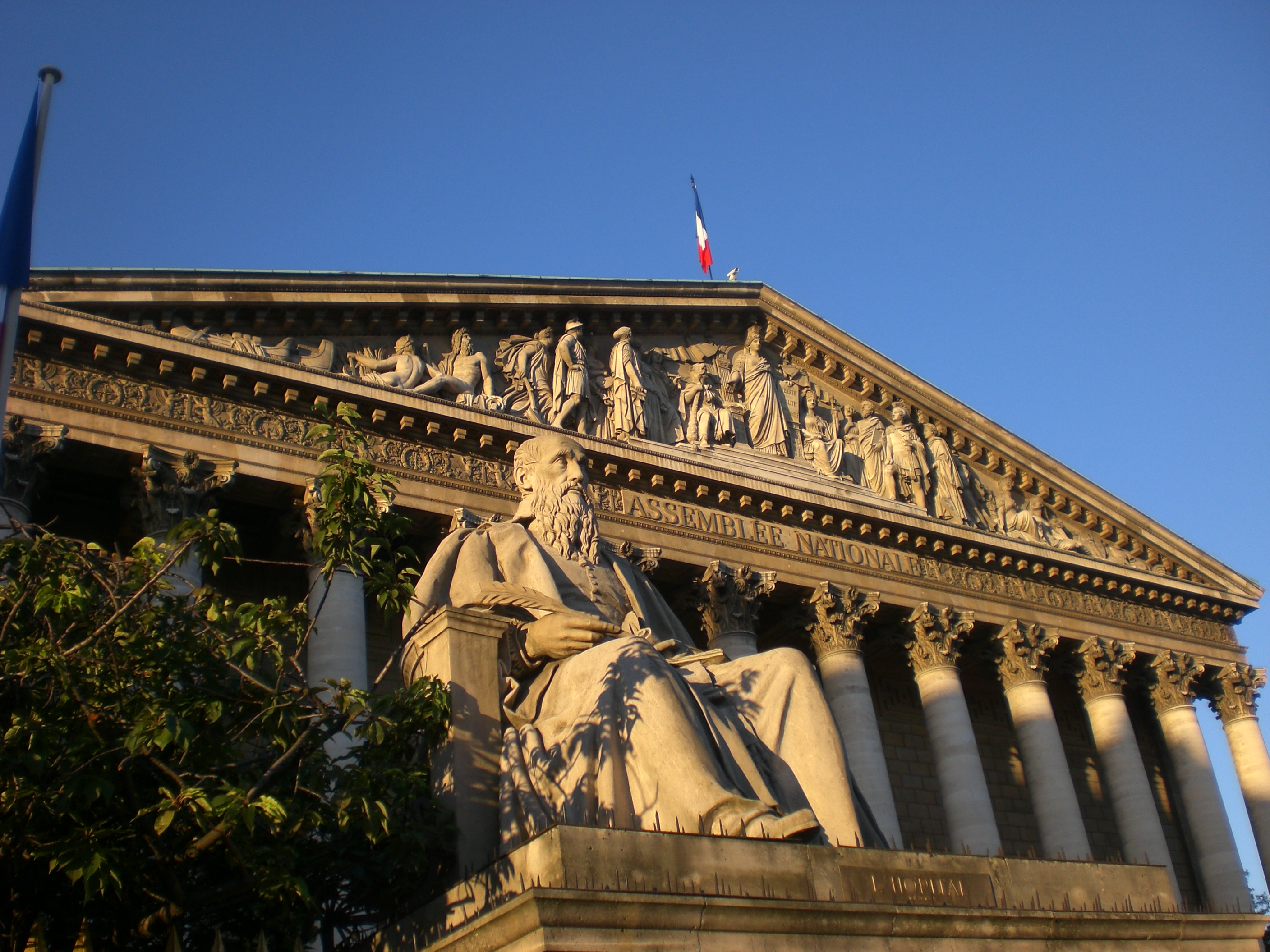
Статуя у фасада Бурбонского дворца

Л’Опиталь известен не только как политик, но и как гуманист. Он в совершенстве знал латынь и писал стихи, подражая Горацию. Кроме того, его перу принадлежит сборник речей и мемуары — в них л’Опиталь призывает французов прекратить религиозные войны. Впервые полное собрание сочинений де л’Опиталя было издано в Париже в 1825 году.
Главные работы:
- Речи (Harangues)
- Цели войны и мира (Le but de la guerre et de la paix)
- Трактат о реформе правосудия (Traité de la réformation de la justice)
- Записка о необходимости положить конец гражданской войне (Mémoire sur la nécessité de mettre un terme à la guerre civile)

## Факты
- Л’Опиталь был покровителем Плеяды, поэтического объединения, куда входили Пьер де Ронсар и Жоашен дю Белле. Одна из наиболее известных од Ронсара посвящена л’Опиталю[13][14].
- Памятник Мишелю де л’Опиталю установлен перед Бурбонским дворцом, в котором заседает Национальная ассамблея Франции[15]. Рядом находятся статуи Сюлли, Кольбера и Анри-Франсуа д’Агессо.

## Комментарии
1. ↑  Король и двор завершали большую поездку по Франции.